# ジェイク・ブラウン

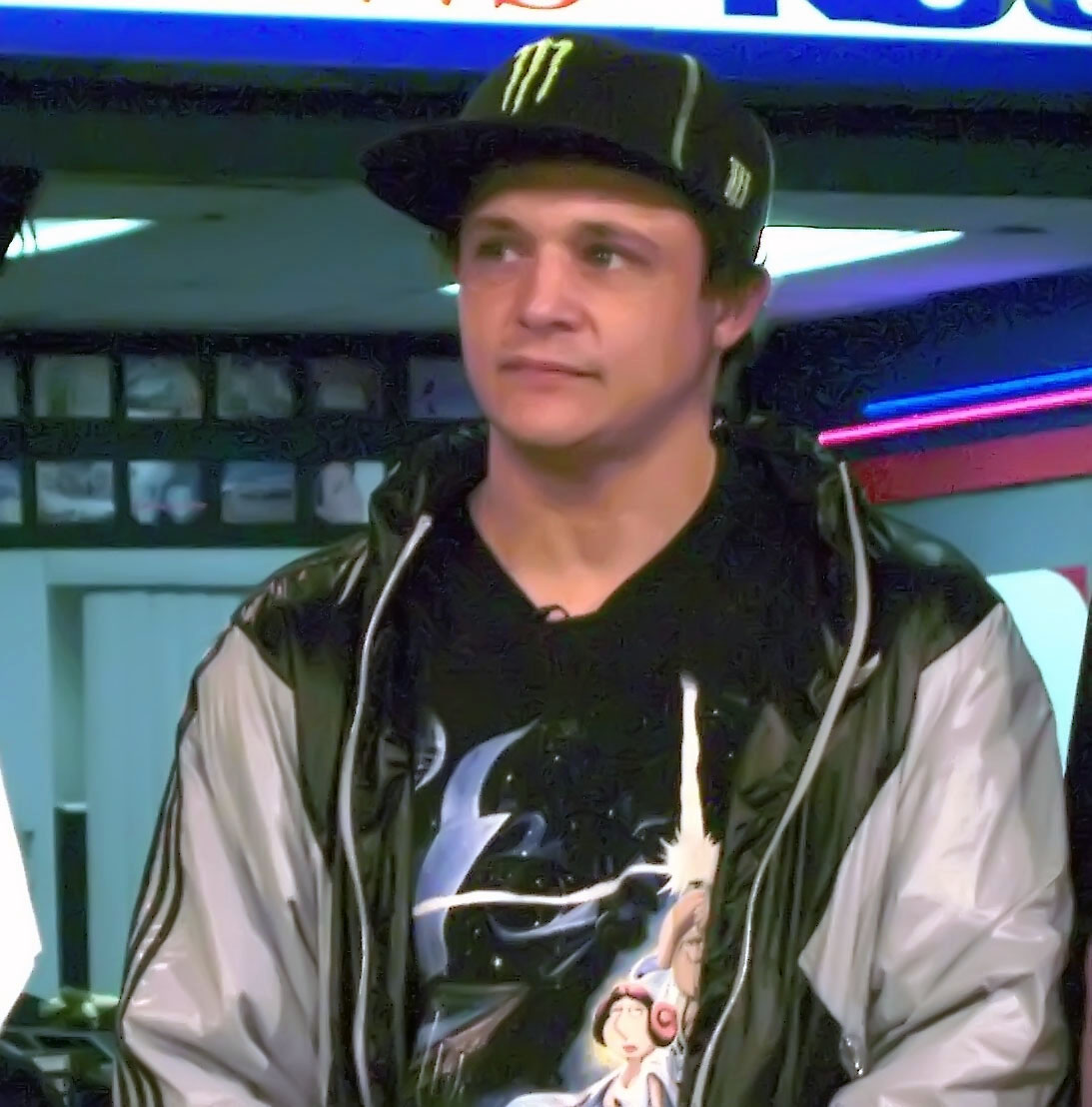
ジェイク・ブラウン

ジェイク・ブラウン（Jake Brown, 1974年9月6日 - ）は、オーストラリア・シドニー出身のプロスケートボーダー。通称、Jake 'Unbreakable' Brown、JAKEE。

## 経歴
幼い頃に両親が離婚し、母親と共に暮らす。後にスケートの場を求めてシドニーからメルボルンへと越す。
1996年からX Gamesに初参加し、以降はプロとして活動している。
1997年、カリフォルニアに移住する。
2007年、夏のX Gamesのプレイの中、45フィート（約13m71cm）から真っ逆さまに落下する大事故を起こす。しかし、奇跡的に脊髄の1つを骨折したに留まり、落下直後には自力で歩行するなど無事に終わった。

## 主な成績
- 2006 - X Games 銀メダル、Big Air 銀メダル
- 2007 - X Games、Big Air 銀メダル
- 2008 - X Games、Big Air 銅メダル